# Svanen (pontonkran)

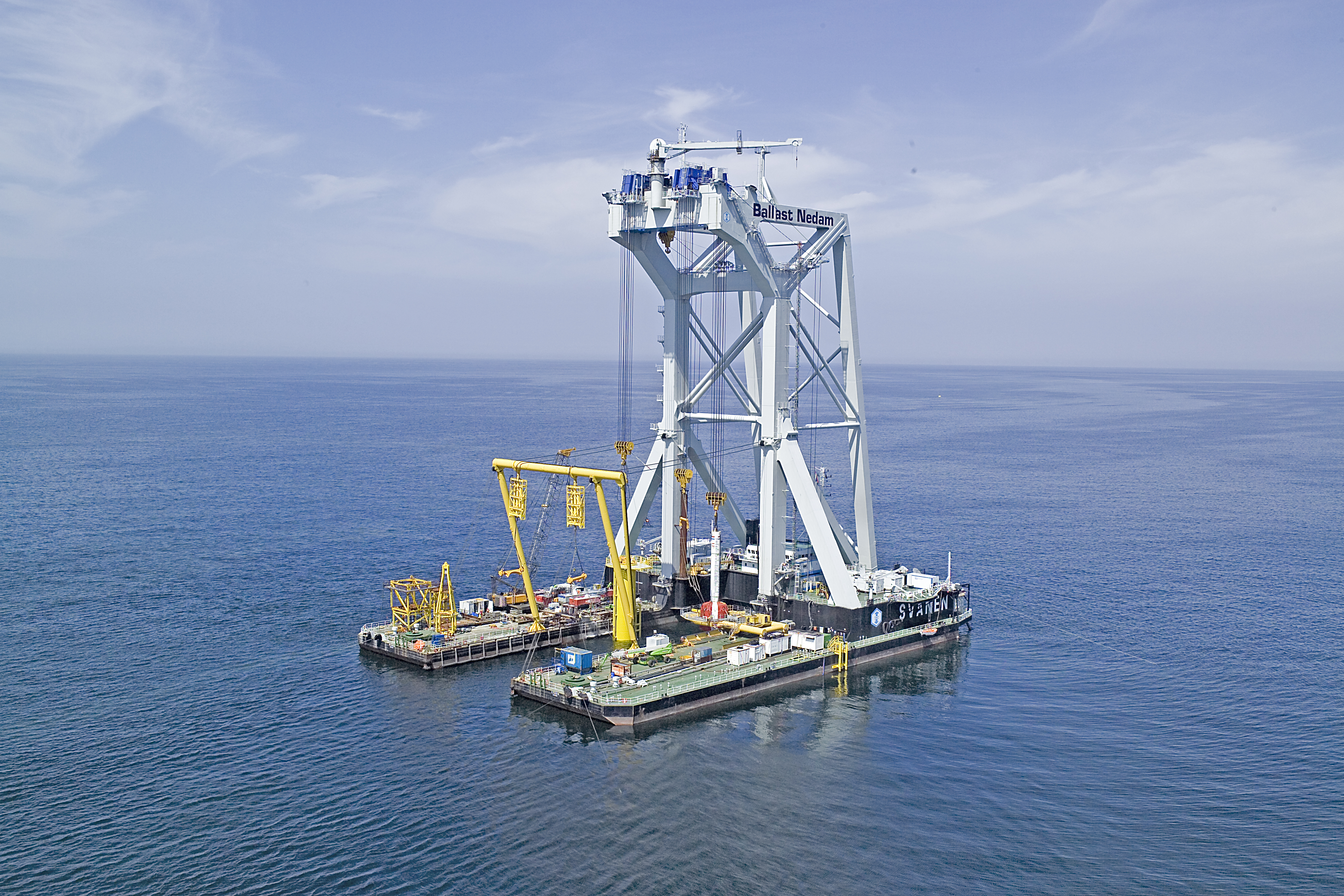
Pontonkranen Svanen (2006)

Svanen är en av världens största flytande kranar. Den byggdes 1991 för konstruktionen av Stora Bältbron i Danmark, Confederation Bridge i Kanada, Öresundsbron mellan Danmark och Sverige och har sedan efter modifikationer använts vid uppförande av vindkraftsparker till sjöss.

## Beskrivning
Med en lyftkapacitet av 8 700 ton netto är Svanen en av världens mest kraftfulla flytande kranar. (Thialf och Saipem 7000 är båda utrustade med två kranar och har därför högre lyftkapacitet.) Svanen består förutom av själva kranen av två sammanlänkade däck med personalutrymmen, kommandobrygga, reservdelsrum, vinschrum, maskinrum och kontrollrum. Farkosten manövreras med hjälp av roderpropellrar.

## Historik
Svanen-pontonkranen utvecklades av det nederländska företaget Ballast Nedam för att användas vid byggandet av Stora Bältbron i Danmark. Fartyget byggdes 1990-1991 av "Astilleros y Talleres del Noroeste" (ASTANO), en välkänd skeppsbyggnadsfabrik i Fene (A Coruña, Spanien) och av företaget "Grootint", ett varv i Vlissingen (Nederländerna). Efter att bron var färdigbyggd köpte Ballast Nedam kranen av A/S Storebælt, ökade dess höjd och bredd och använde den 1995-1997 vid byggandet av Confederation Bridge i Kanada. Efter ytterligare ändringar användes Svanen vid byggandet av Öresundsbron 1998-1999. Det dröjde flera år innan Svanen användes igen, den här gången för havsbaserade vindkraftverk.

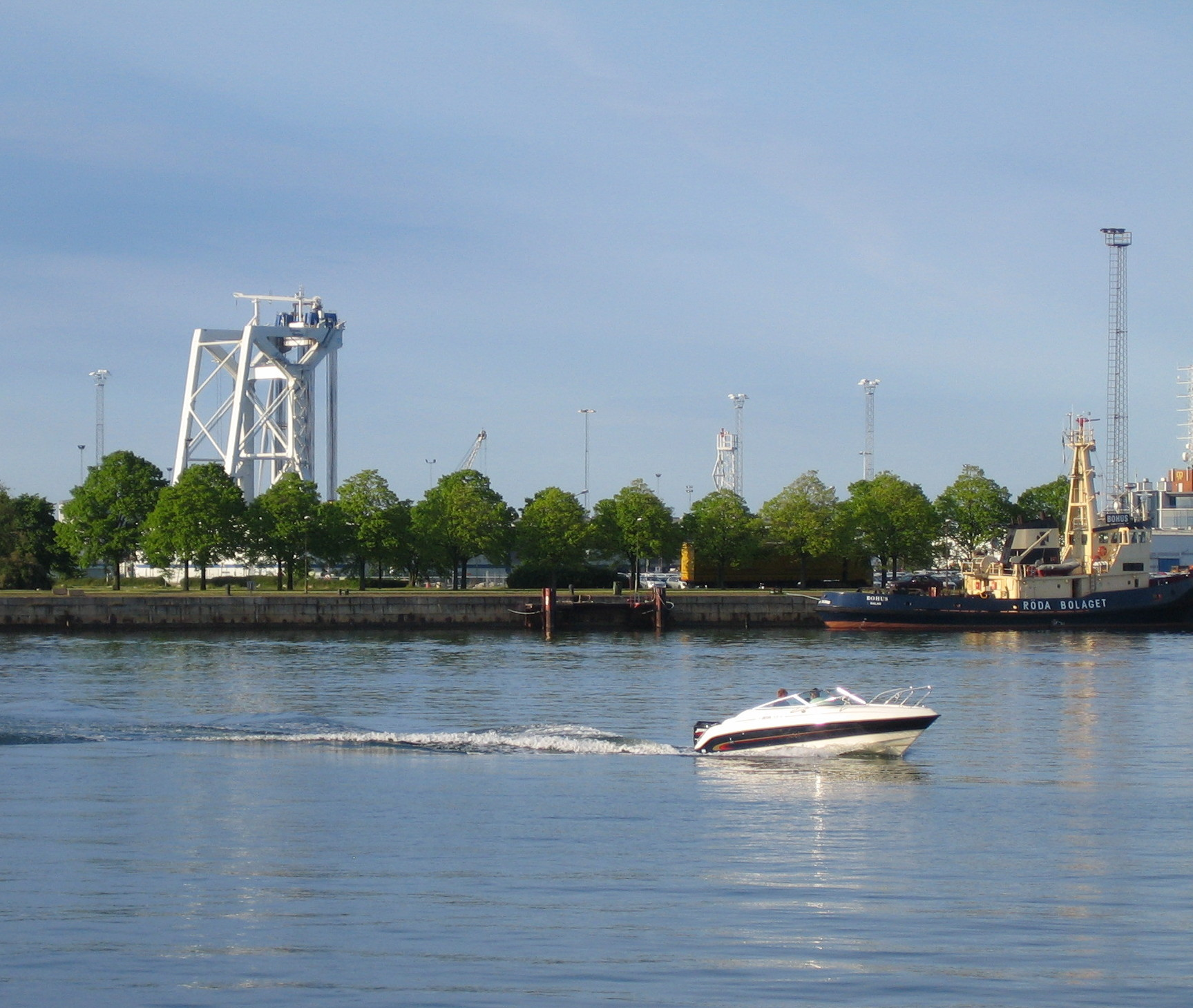
Svanen i Malmö hamn 2005

Efter arbetet med Confederation Bridge fraktades Svanen på en specialpråm till Öresund. Den 3 juni 1997 lastades kranen av strax söder om Ven och bogserades in till Norra hamnen i Malmö. Själva lyftanordningen anpassades för arbetet med Öresundsbron och i juli 1997 gick Svanen ut med den första lasten, en bropelare och en kassun. I december 1997 satte Svanen den första brosektionen på plats och i augusti 1999 kom den sista sektionen på plats. Posten i Sverige hade då hunnit ge ut ett frimärke med Svanen som motiv. 
Efter sammanlagt 155 turer ut till bron förtöjdes Svanen vid Kolkajen i Malmö Industrihamn och skulle stanna kvar där i nästan sex år i väntan på nya uppdrag. Svanen blev en av de tydligaste profilerna i Malmös skyline, 105 meter hög, endast Kockumskranen var högre. Ballast Nedam hoppades att Svanen skulle kunna deltaga i reparationen av Golden Gate-bron i San Francisco. Man siktade framför allt på den planerade Fehmarn Bält-förbindelsen som beräknades påbörjas inom kort, men inget av projekten blev verklighet för Svanen. Kranen blev kvar i Malmö med endast den tidigare chefsingenjören, David Docherty, ombord. Han sysslade med underhåll och reparationer mm. Ballast Nedam övervägde flera gånger att flytta Svanen från Malmö, men fann att det inte hade varit lönsamt.

## Vindkraftverk

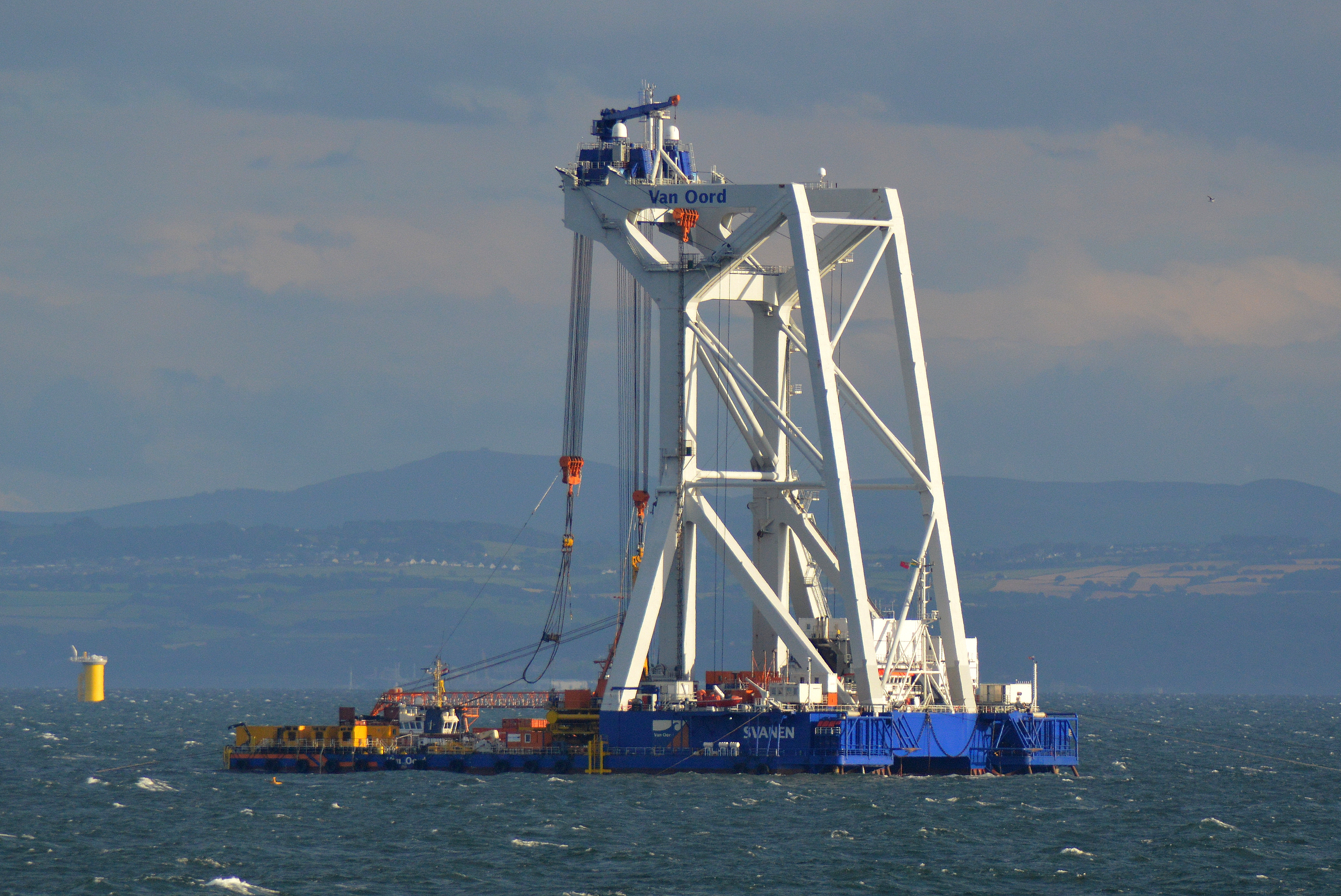
Svanen, konstruktion av vindkraftspark Burbo Banks (2016)

Från augusti 1999 till juli 2005 låg Svanen overksam i Malmö hamn. Därefter bogserades kranen till Rotterdam för att anpassas för till ett nytt projekt, byggandet av vindkraftparken Egmond aan Zee i Nordsjön. Detta blev det första i en lång rad vindkraftsprojekt för Svanen i Nordsjön, Irländska sjön, Kattegatt (vid Anholt) och Östersjön (Kriegers flak).
I november 2014 såldes Svanen till Van Oord, ett världsomspännande företag inom offshore-industri, muddring mm, sedan Ballast Nedam fått ekonomiska problem. Köpeskillingen har uppskattats till cirka € 55 miljoner. Kranen kunde senast siktas i Öresund den 28 november 2017 på väg från Rostock i Tyskland till Vlissingen i Nederländerna där den ligger kvar ännu i maj 2018.

## Faktasammanställning, bilder
| Faktasammanställning                                                         | Faktasammanställning                                                                                    |
| ---------------------------------------------------------------------------- | --- |
| Svanen har modifierats flera gånger genom åren. Uppgifterna nedan avser 2018 | |
| Byggd år                                                                     | 1991 |

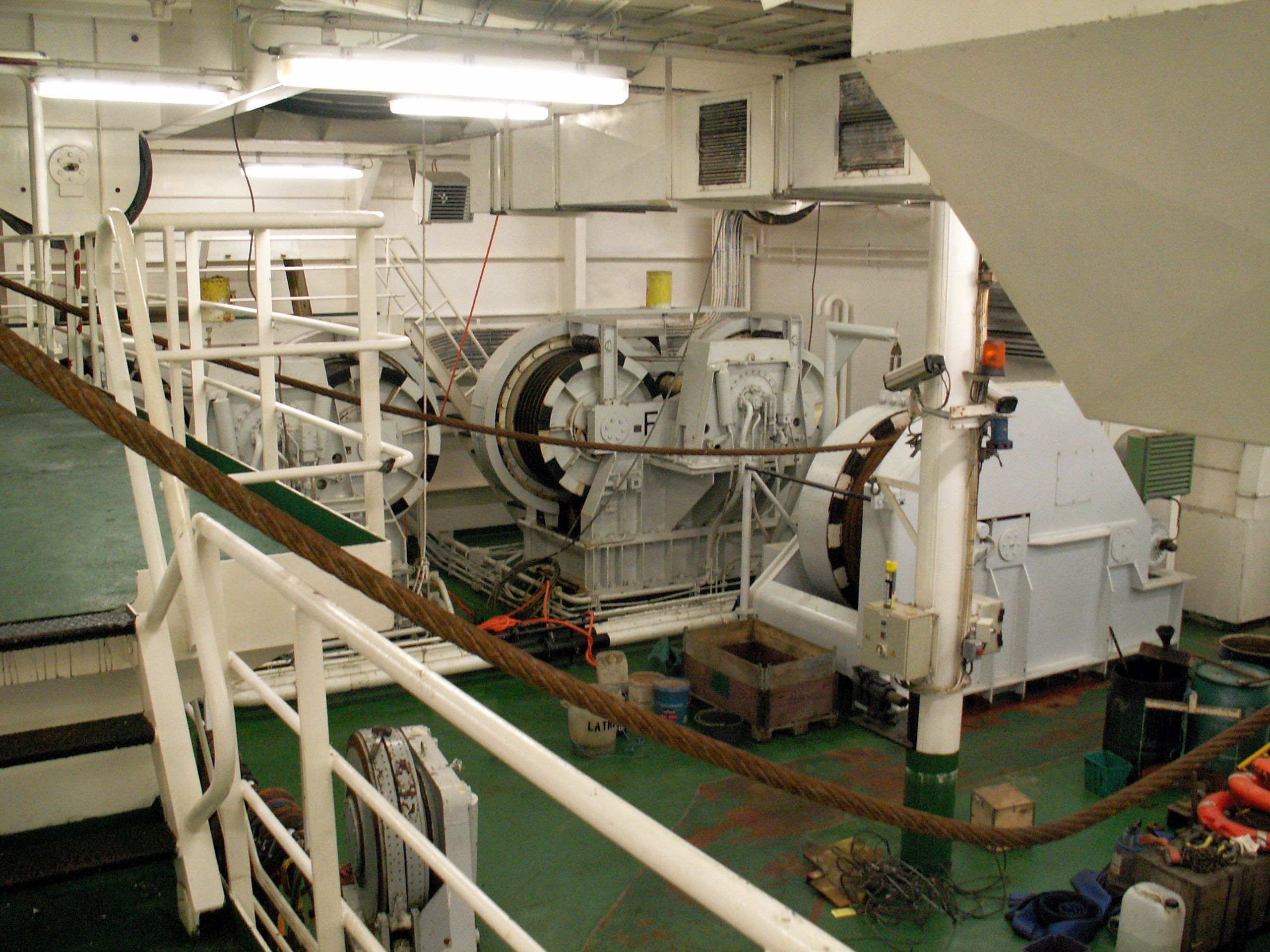
Svanen (2006)

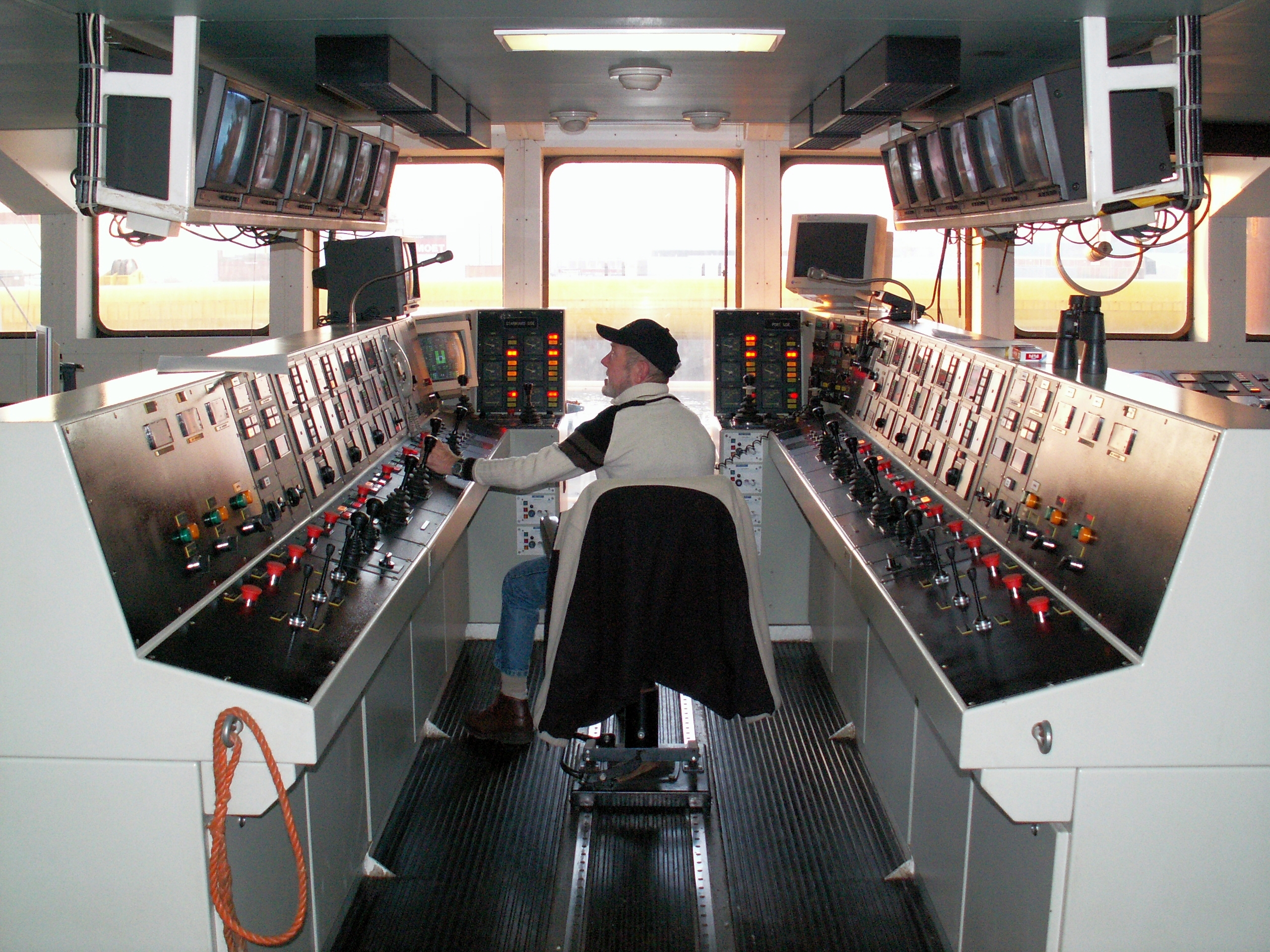
Svanen (2006)

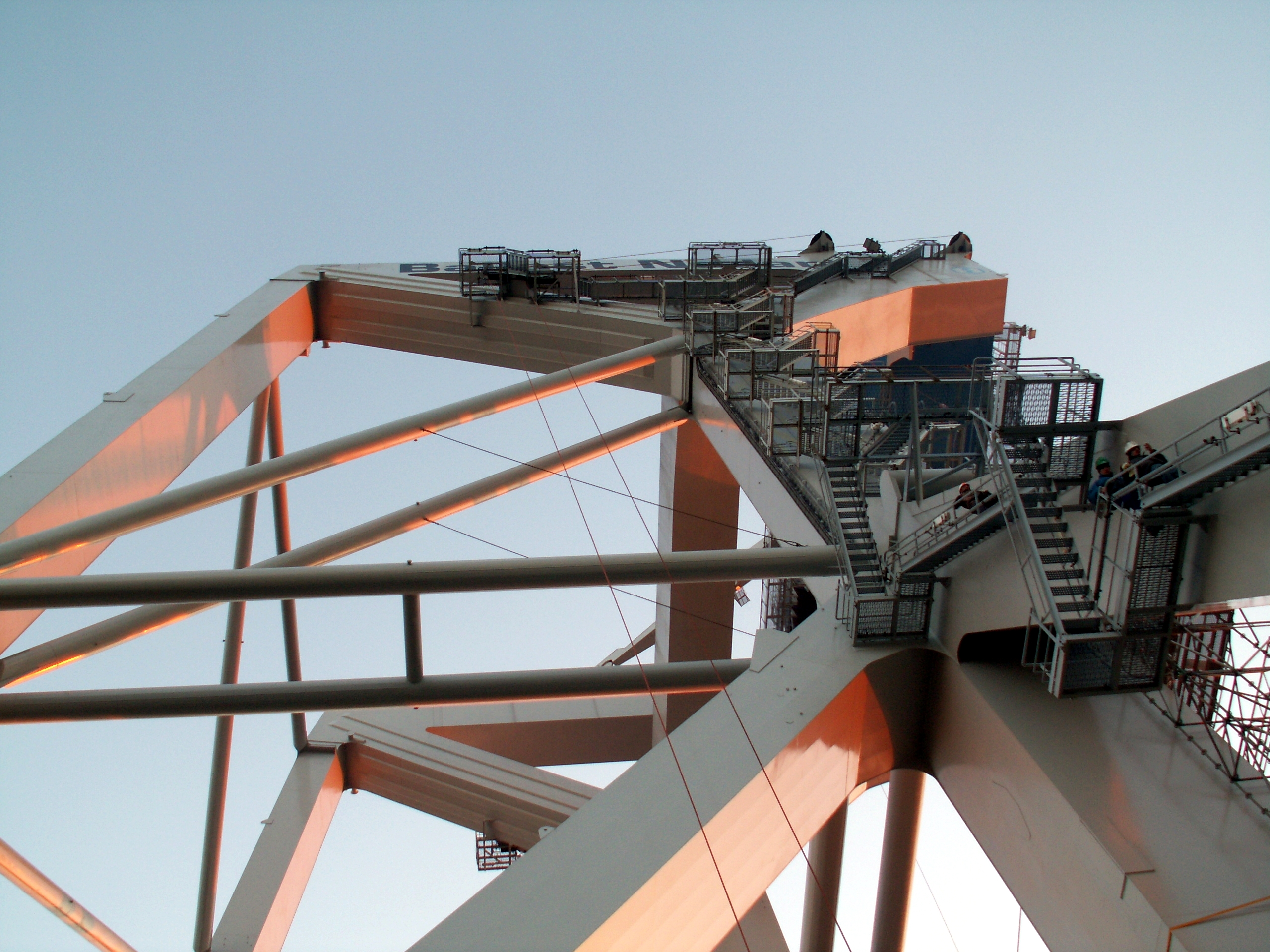
Svanen (2006)

| Byggd på                                                                     | Astilleros y Talleres del Noroeste, Fene (A Coruña, Spanien) Varvet Grootint, Vlissingen, Nederländerna |
| Flagga                                                                       | Bahamas                                                                                                 |
| Hemmahamn                                                                    | Nassau                                                                                                  |
| Ägare                                                                        | Van Oord, Nederländerna                                                                                 |
| Längd                                                                        | 80 m |
| Bredd                                                                        | 72 m |
| Höjd                                                                         | 103 m                                                                                                   |
| Höjd över däck                                                               | 76 m |
| Deplacement                                                                  | 20 562 ton                                                                                              |
| Dödvikt                                                                      | 7 871 ton                                                                                               |
| Djupgående                                                                   | 4,5-6,0 m                                                                                               |
| Hastighet (max/medel)                                                        | 6,6 knop / 5,6 knop                                                                                     |
| Lyftförmåga (netto/brutto)                                                   | 8 700 ton / 9 600 ton                                                                                   |
| Manövrering                                                                  | 2 x 750 kW propellrar fram 2 x 2 400 kW roderpropellrar fram 2 x 1 250 kW roderpropellrar bak           |